# Трансмісійний коефіцієнт
Трансмісійний коефіцієнт (англ. transmissions coefficient) — відношення числа атомних ансамблів, що переходять у продукти, до числа атомних ансамблів, що досягли центра сідловини поверхні потенціальної енергії (як правило, менше від одиниці). Ймовірність того, що активований комплекс, утворений з реактантів, перейде в продукти, а не повернеться назад у реактанти. За теорією абсолютних швидкостей хімічної реакції визначається як коефіцієнт γ в рівнянні: k = γτ (kBT/h) (QTS/QR) exp(–ΔETS/RT), де k — константа швидкості реакції, Q — статистична сума станів, τ — величина тунельного ефекту, (ΔΕTS) — висота енергетичного бар'єра.
Інколи трансмісійним коефіцієнтом вважається γτ. Він є рівним 1 при умові, що перетворення реактантів у продукти настає при кожному досягненні реактантами вершини бар'єра.